# キモパパイン
キモパパイン (chymopapain,; EC 3.4.22.6) は、パパイアなどに存在するプロテアーゼ（タンパク質分解酵素）の一種で、システインプロテアーゼに分類される。別名はパパイアプロテアーゼII。
基質特異性及び触媒機能はパパインとほとんど変わらない。椎間板ヘルニアの酵素注入療法に使用されることがある。